# Zed (rappeur)
Zed, de son vrai nom François Malcolm Botomba, né le 17 juin 1993 à Sevran (Seine-Saint-Denis), est un rappeur et chanteur français. Il est connu pour avoir fait partie du groupe de rap 13 Block.

## Biographie

### Enfance et début avec 13 Block
Originaire des Chalands, un secteur du quartier des Beaudottes, François Malcolm Botomba grandit dans un environnement influencé par la culture urbaine et le rap. Dès l’adolescence, il commence à rapper sous le pseudonyme de Croco. Zed se joint ensuite à trois autres rappeurs de sa ville, Stavo, Zefor et Oldpee, pour former le groupe 13 Block, un collectif fortement inspiré par la drill de Chicago et la trap d'Atlanta.

### Carrière avec 13 Block
Avant de fonder 13 Block, les membres étaient déjà actifs dans le collectif local 93Gang. Leur premier titre commun, Comment accepter, sort en 2012. Le groupe se fait connaître auprès du public en 2015 grâce à leur collaboration avec Kaaris sur le morceau Vie Sauvage, issu de l’album Le Bruit de mon âme de Kaaris. Après plusieurs projets, 13 Block publie son premier album studio, intitulé BLO, le 26 avril 2019. Cet album comprend plusieurs morceaux marquants, dont Fuck le 17 et Petit cœur, qui renforcent la notoriété du groupe dans le rap français.
Depuis la sortie de leur dernier album BLO II en 2020, les membres de 13 Block ont pris des directions individuelles, marquant la fin officielle du groupe. Bien que les liens entre les membres demeurent solides, le groupe a confirmé qu'il ne se reformera pas.

### Carrière solo

#### Collaborations et signature chez LDS Production
Parallèlement à ses activités avec 13 Block, Zed commence à se faire remarquer en solo à partir de 2019 en collaborant avec divers artistes. Il apparaît notamment aux côtés de Booba sur le morceau Jauné certifié diamant ,et collabore notamment avec Maes, Koba LaD, et Hamza. Ces collaborations permettent à Zed de dévoiler son style personnel, distinct de celui de 13 Block,.
En mai 2020, il signe avec le label indépendant LDS Production, dirigé par Maes, et lance officiellement sa carrière solo. 

#### SOIXVNT3(2023)
En 2022, Zed enrichit son parcours en solo avec la sortie du projet SOIXVNT3, déployé en plusieurs parties. Ce projet marque une étape où Zed se concentre pleinement sur sa carrière individuelle.
La première partie, intitulée SOIXVNT3 – Part. 3, est publiée en septembre 2022 et comprend quatre titres, dont le morceau Critical en collaboration avec Niska, Boussole, accompagné d’un clip réalisé par François Chatain et Juliette Barbier, mais surtout Joli certifié diamant et jusqu’à ce jour le plus gros tittre de Zed en solo. En octobre 2022, il enrichit son projet avec SOIXVNT3, Pt. 2, une deuxième partie de sept titres, intégrant des collaborations supplémentaires avec Stavo, Tiakola, et Niska. Des titres comme Zidane 2 en collaboration avec Stavo et À la base.
Bien que publié en plusieurs phases, SOIXVNT3 se présente comme un projet unique et cohérent.

#### Malcom(2024)
Le 31 mai 2024, Zed sort son premier album, Malcom. Son projet est composé de 15 titres et il marque une étape importante dans la carrière solo de l'artiste. L'album est annoncé en avril 2024, avec la sortie du single ZEDEUDÉ (60), accompagné d'un visuel réalisé par Bishop Nast,.
Parmi les collaborations notables sur Malcom, on retrouve Zola, Nekfeu, Laylow, SDM et Ziak. Ces invités viennent enrichir la diversité sonore de l'album, qui mêle trap, drill et éléments mélodiques.
En première semaine, le projet Malcom écoule 10 490 exemplaires. Ce chiffre inclut 2 615 ventes physiques, 12 en téléchargement et 7 863 en streaming.

## Discographie

### Singles
| Année | Titre                                 | Meilleure position | Meilleure position | Meilleure position | Certifications            | Album    |
| Année | Titre                                 | FR                 | WAL                | SUI                | Certifications            | Album    |
| ----- | ------------------------------------- | ------------------ | ------------------ | ------------------ | ------------------------- | -------- |
| 2022  | Mauvais                               | —                  | —                  | —                  | —                         | —        |
| 2022  | AR                                    | —                  | —                  | —                  | —                         | —        |
| 2022  | Boussole                              | —                  | —                  | —                  | —                         | SOIXVNT3 |
| 2022  | Crtitical (avec Niska)                | 82                 | —                  | —                  | —                         | SOIXVNT3 |
| 2022  | Me sauver (avec Tiakola)              | —                  | —                  | —                  | —                         | SOIXVNT3 |
| 2022  | Zidane 2 (avec Stavo)                 | —                  | —                  | —                  | —                         | SOIXVNT3 |
| 2022  | Joli                                  | 81                 | —                  | —                  | - France (SNEP) : Platine | SOIXVNT3 |
| 2023  | Kamikaze (avec Stavo & Marjinal)      | —                  | —                  | —                  | —                         | —        |
| 2023  | Mélodies & Pensées                    | —                  | —                  | —                  | —                         | SOIXVNT3 |
| 2023  | Opps (avec Guy2Bezbar)                | 174                | —                  | —                  | —                         | SOIXVNT3 |
| 2024  | #ZEDEUDÉ (60)                         | 153                | —                  | —                  | —                         | —        |
| 2024  | Celle-ci                              | 129                | —                  | —                  | —                         | Malcom   |
| 2024  | Ice (avec Laylow)                     | —                  | —                  | —                  | —                         | Malcom   |
| 2024  | Mauvaise mine (avec Ziak)             | —                  | —                  | —                  | —                         | Malcom   |
| 2024  | Shaggy (avec Nekfeu)                  | 19                 | —                  | —                  | —                         | Malcom   |
| 2024  | Solitaire (avec SDM)                  | 59                 | —                  | —                  | —                         | Malcom   |
| 2024  | Süle (avec Kore & Zola)               | 49                 | —                  | —                  | —                         | Malcom   |
| 2024  | Malcolm X (avec Josman & Jolagreen23) | —                  | —                  | —                  | —                         | Malcom   |
| 2024  | Long Life                             | —                  | —                  | —                  | —                         | Malcom   |
| 2024  | Fame (avec Green Montana)             | —                  | —                  | —                  | —                         | Malcom   |
| 2025  | Hockey (avec La Mano 1.9)             | 50                 | —                  | —                  | —                         | Malcom   |
| 2025  | Sac à 3k                              | —                  | —                  | —                  | —                         | Malcom   |